# Szentkirály
Szentkirály là một thị trấn thuộc hạt Bács-Kiskun, Hungary. Thị trấn này có diện tích 101,89 km², dân số năm 2010 là 1933 người, mật độ 19 người/km².